# Patsy Van der Meeren
Patsy Van der Meeren (Ninove, 1976) is een Vlaamse actrice. Ze studeerde in 1999 af aan het conservatorium van Brussel, waar ze onder andere les kreeg van Leah Thys (Marianne in de televisieserie Thuis).
Van 1998 tot 2008 vertolkte ze de rol van Marie De Ruyter-Van Goethem in Thuis. Eind februari 2008 verdween zij uit de serie. In maart 2025 werd bekendgemaakt dat het personage van Marie na een afwezigheid van 17 jaar zal terugkeren in Thuis. 
In 2010 vertolkte ze een van de hoofdrollen in de Eén-reeks Goesting. Ze speelde er de rol van Laurence Tossyn, de zaakvoerster van een restaurant.
In mei 2011 vormde ze een team met Bart Van Avermaet in een aflevering van De klas van Frieda op Eén. Ze nam het op tegen haar ex-collega's Janine Bischops en Ann Pira.

## Televisie
| Titel                  | Rol                         | Soort programma    | Zender | Jaar                  |
| ---------------------- | --------------------------- | ------------------ | ------ | --------------------- |
| Familie                | Gloria Theunynck            | Soapserie          | VTM    | 2019                  |
| Danni Lowinski         | Tinneke Bellens             | Fictieserie        | VTM    | 2012                  |
| F.C. De Kampioenen     | Agnes                       | Humor              | Eén    | 2007                  |
| De klas van Frieda     | Deelneemster                | Televisieprogramma | Eén    | 2011                  |
| Zone Stad              | Marianne Peeters            | Politieserie       | VTM    | 2010                  |
| Goesting               | Laurance Tossyn             | Fictieserie        | Eén    | 2010                  |
| Steracteur Sterartiest | Deelneemster                | Televisieprogramma | Eén    | 2008                  |
| Thuis                  | Marie De Ruyter-Van Goethem | Soapserie          | Eén    | 1998-2008, 2025-heden |
| Samson en Gert         | Annemarie Van Riet          | Kinderprogramma    | Ketnet | 2005                  |
| 2 Straten verder       | Gastrol                     | Humor              | VTM    | 1999                  |
| De Kotmadam            | Tamara                      | Humor              | VTM    | 1998                  |

## Film
- Er was eens... Luna (2003)
- Make-up (2008)

## Theater
- Opgedroogde verhaallijn, samen met Nathalie Wijnants en Marijke Hofkens (2008)
- De dame met het hondje, samen met Herbert Flack (2012)